# Cuernavilla
Cuernavilla es una fortaleza ficticia creada por el escritor británico J. R. R. Tolkien para las historias de su legendarium y que aparece en El Señor de los Anillos.

## Ubicación
Se trata de una gruesa torre de la vieja fortaleza y lugar de refugio en la zona oeste de Rohan, ubicada en las pendientes septentrionales de las Ered Nimrais, a la entrada del Abismo de Helm construida sobre el risco más septentrional de la garganta que constituía el Abismo de Helm y sobre un espolón de roca que surgía de este y que estaba rodeado de altos e infranqueables muros levantados, a principios de la Tercera Edad, por los Hombres de Gondor. Tras estos muros se alzaba la torre principal de la fortaleza. 

## Historia ficticia
Entre los rohirrim se la solía llamar Ciudadela del Sur, pero su nombre (Cuernavilla) fue dado por "(...)los ecos de una trompeta que llamaba a la guerra desde la torre resonaban aún en el Abismo, como si unos ejércitos largamente olvidados salieran de nuevo a combatir de las cavernas y bajo las colinas..." (J.R.R Tolkien. El Señor de los Anillos. Las dos torres)
Cuernavilla era la pieza central de un enorme sistema de defensas en el Abismo de Helm que incluía el Muro del Bajo y el gran refugio subterráneo de Aglarond, las «cavernas centelleantes».
En 2758, el rey de Rohan, Helm Manomartillo, y su gente defendieron Cuernavilla contra el poder de los dunlendinos. Sin embargo, la mayor batalla que aquí sucedió fue la Batalla de Cuernavilla, uno de los enfrentamientos decisivos de la Guerra del Anillo. 
Aquí el ejército de la Mano Blanca de Saruman el Mago se enfrentó a los defensores rohirrim de Cuernavilla. El ejército lo formaban dunlendinos, orcos, Medio Orcos y Uruk-Hai y, aunque los invasores consiguieron tomar los baluartes del Muro del Bajo y echar abajo las puertas de la propia fortaleza, la caballería rohirrim los expulsó de los altos muros al campo de batalla de la Corriente del Bajo, donde el enemigo se vio atrapado por un segundo ejército de rohirrim al mando de Gandalf y Erkenbrand, Señor del Folde Oeste, apoyado por una ejército de Ucornos enviados por Bárbol. Aquí terminó la cruel batalla y el ejército de Saruman el Mago fue destruido. 
En la película, un poco antes de la batalla, llegan tropas élficas comandadas por Haldir, algo que no ocurre en el libro, ya que por la lejanía del bosque de Lórien y Cuernavilla, era imposible que los elfos hubieran llegado antes que los uruk-hai, orcos, medio orcos y dunlendinos.
- Datos: Q11903265